# Steinar Aase
Steinar Aase (Bergen, 15 aprile 1955) è un ex calciatore norvegese, di ruolo attaccante.

## Carriera

### Club
Aase giocò per la maggior parte della sua carriera con la maglia del Brann. Con questo club, si aggiudicò la Coppa di Norvegia 1976 e fu finalista perdente due anni dopo. Nel 1980, si trasferì allo Start: vinse un campionato con il club. Tornò al Brann nel 1985, con cui chiuse la carriera.

### Nazionale
Aase giocò 6 partite per la Norvegia, senza mai andare a segno. Debuttò il 25 agosto 1976, vestendo la maglia numero 10 nella sconfitta per tre a zero contro la Danimarca.

## Palmarès

### Giocatore

#### Club

##### Competizioni nazionali
- Coppa di Norvegia: 1

Brann: 1976
- Campionato norvegese: 1

Start: 1980